# فانيسا تشو
فانيسا تشو هي لاعبة الاسكواش صينية، ولدت في 29 سبتمبر 1994 في هونغ كونغ في الصين.

## وصلات خارجية
- فانيسا تشو على موقع الاتحاد الدولي لمحترفي الاسكواش (مؤرشف) (الإنجليزية)
- فانيسا تشو على موقع SquashInfo.com (الإنجليزية)